# U-367
U-367 — средняя немецкая подводная лодка типа VIIC времён Второй мировой войны.

## История
Заказ на постройку субмарины был отдан 25 августа 1941 года. Лодка была заложена 6 июля 1942 года на верфи «Фленсбургер Шиффсбау», Фленсбург, под строительным номером 490, спущена на воду 11 июня 1943 года. Лодка вошла в строй 27 августа 1943 года под командованием лейтенанта Ульриха Хаммера.

### Командиры
- 27 августа 1943 года — 5 января 1944 года оберлейтенант цур зее Ульрих Хаммер
- 6 января — март 1944 года оберлейтенант цур зее Клаус Беккер
- март 1944 — 16 марта 1945 года оберлейтенант цур зее Хассо Штегеманн

### Флотилии
- 27 августа 1943 года — 19 февраля 1945 года — 23-я флотилия (учебная)
- 20 февраля 1945 года — 16 марта 1945 года — 31-я флотилия (учебная)

### История службы
Лодка не совершала боевых походов, успехов не достигла. Затонула 16 марта 1945 года в Балтийском море, неподалёку от Данцига, в районе с координатами 54°25′ с. ш. 18°50′ в. д. в результате подрыва на мине из заграждения, выставленного советской субмариной Л-21 тремя днями ранее. 43 погибших (весь экипаж).